# NMVB-seinstelsel
De Belgische trammaatschappij Nationale Maatschappij van Buurtspoorwegen (NMVB) had op de elektrische enkelsporige baanvakken een seinstelsel, dat het verkeer regelde en er voor zorgde dat het niet kon voorkomen dat twee trams op een enkelsporig baanvak tegenover elkaar kwamen.

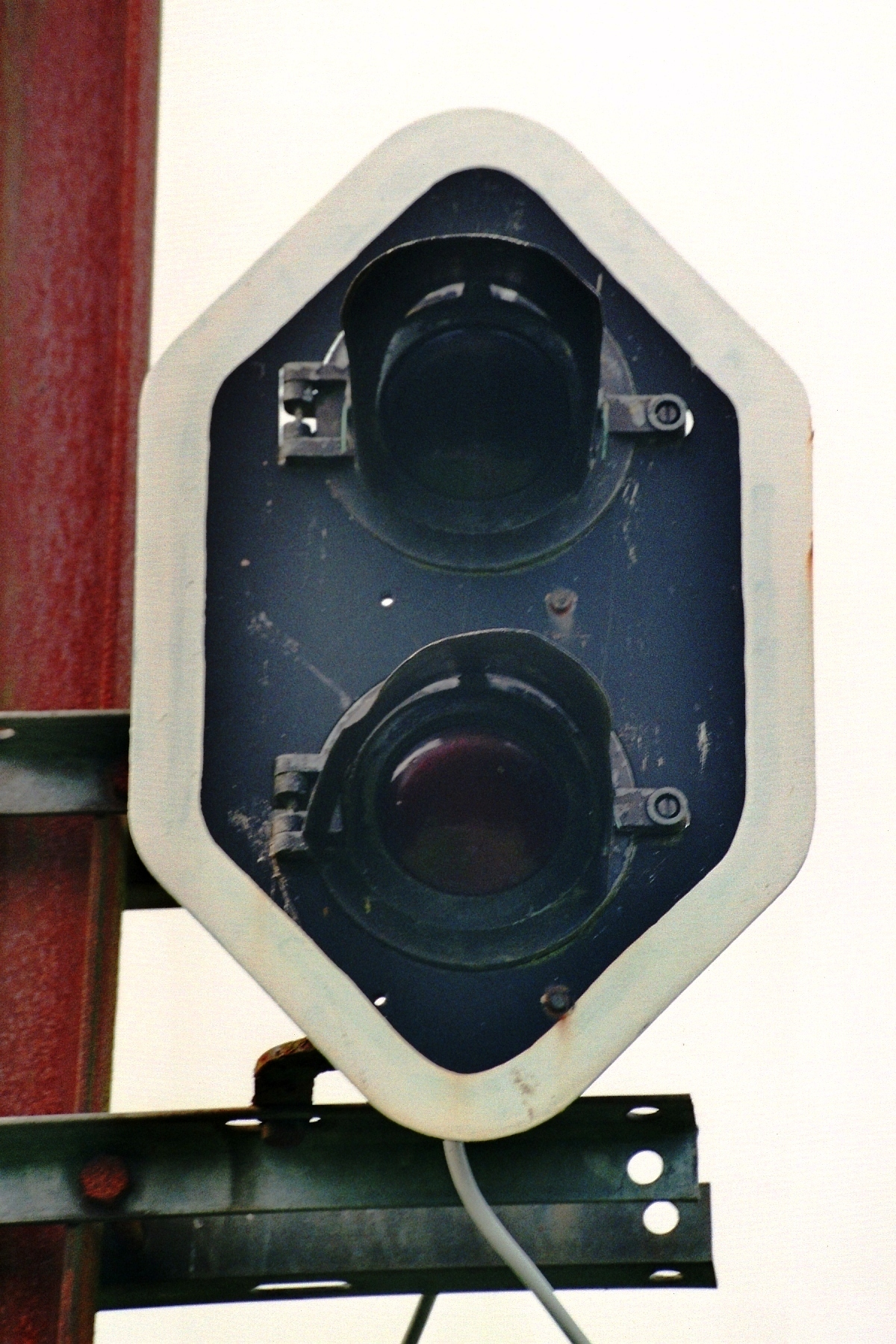
Typisch NMVB lichtsein met een rode en een groene lamp

## Regeling verkeer op enkelsporige en dubbelsporige baanvakken
Bij de Belgische Nationale Maatschappij van Buurtspoorwegen reden de trams in principe op zicht.
Hiermee wordt bedoeld dat de trambestuurder zelf uitkijkt of het spoor voor hem of haar vrij is, en de rijsnelheid regelt om geen aanrijdingen te veroorzaken met auto's, fietsers, voetgangers of een voorliggende tram.
Op dubbelsporige gedeelten, waar per spoor maar in één richting gereden wordt, levert dit over het algemeen geen problemen op, maar op enkelsporige gedeelten zouden twee trams tegenover elkaar kunnen komen staan, waarbij een van de twee achteruit naar een zijspoor zou moeten om de ander te laten passeren.  Om dit te voorkomen is het op enkelsporige gedeelten nodig te regelen welke tram als eerste dat stuk berijdt. 
Initieel werd dit gedaan met een stelsel van afspraken, waarbij trams reden volgens dienstregeling, door een toestemming van een stationschef, of door gebruik te maken van tokens, zoals een staf. In dit laatste systeem was er per enkelsporig baanvak één token, vaak een houten staf, aanwezig. Alleen de trambestuurder die de staf bij zich had, mocht het baanvak oprijden. Op sommige lijnen bleef dit tot aan de opheffing in de jaren 60 gehandhaafd omdat men seinlichten daar te duur vond bij één tram per uur. 
Vanaf 1920 werd geleidelijk een stelsel met lichtseinen ontwikkeld dat in 1939 algemeen werd voor geëlektrificeerde baanvakken.
Anders dan bij veel spoorwegen is dit systeem geen blokstelsel, bedoeld om de afstand tussen treinen voldoende te houden om een botsing op de voorligger te voorkomen.
Het enige wat het systeem doet is te zorgen dat er geen twee trams naar elkaar toe rijden op enkelsporige baanvakken, met als doel exploitatieproblemen te vermijden (achteruit moeten rijden) en frontale botsingen te voorkomen.

## Werkingsvoorbeeld van de lichtseinen
Het systeem bestaat uit een aantal onderdelen, te zien in onderstaande afbeeldingen (dubbele lichten zoals in Charleroi).
1. Een aankomende tram op dubbelsporige sectie;
2. een bovenleidingcontact; als een tram met zijn stroomafnemer onder een contact doorrijdt, gaat hierdoor een stroom lopen die een aantal relais in werking zet;
3. een hoofdsein (inrijsein), zichtbaar voor de aankomende tram, dat groen of rood licht toont, ongeveer ter hoogte van waar het enkelspoor begint;
4. een voorsein (rugdekkingsein), zichtbaar voor de aankomend tram, dat twee rood licht kan tonen, ter hoogte van het bovenleidingcontact en minimaal 15 meter vóór het hoofdsein;[2]
5. een controlesein, zichtbaar voor de tram die het enkelspoor gepasseerd is, dat een wit licht kan tonen;
6. enkele herhalingsseinen, langs het enkelsporige deel die zichtbaar zijn in beide richtingen, en in de ene richting een groen en in de andere richting een rood licht tonen;
7. een achteropkomende tram, rijdend in dezelfde richting als de tram ①;
8. een tegemoetkomende tram, rijdend tegen de richting van tram ① in.

### Een tram komt aan
Als een tram ① aankomt bij een enkelsporig stuk spoor, en er verder geen trams op dat stuk rijden, zijn alle lichtseinen gedoofd.

### Installatie treedt in werking
Nadat de tram ① onder het bovenleidingcontact ② door is gereden, gaan een aantal seinen branden:
- Het hoofdsein ③ in de richting van de tram toont groen, ten teken dat deze tram het enkelsporige spoor mag berijden.
- Het hoofdsein ③ in de andere richting toont rood, ten teken dat een tram in de andere richting het enkelsporige stuk niet mag berijden.
- Het voorsein ④, achter de tram, toont rood, ten teken dat een achteropkomende tram niet verder mag rijden.
- Het controlesein ⑤ aan het andere einde van het enkelspoor gaat branden.
- Langs de route gaan herhalingsseinen ⑥ branden. Deze tonen groen in de richting van de aankomende tram, rood in de andere richting. Hierdoor ziet een eventuele tram die in de andere richting zou rijden (door onachtzaamheid of niet functioneren van de installatie) rood licht, en weet de bestuurder dat hij/zij moet stoppen en waarschuwingen aan de aankomende tram moet geven.

### Tram rijdt op enkelspoor
Als de tram ① op het enkelsporige deel (of correcter, tussen de bovenleidingcontacten) rijdt dan mogen andere trams het enkelspoor niet berijden.
- Een achteropkomende tram ⑦ ziet het rode voorsein ④ en mag daar niet voorbij rijden.
- Een tegemoetkomende tram ⑧ ziet het rode hoofdsein ③ en wacht ter plaatse, zo dat hij niet onder bovenleidingcontact ② door rijdt.

### Enkelspoor verlaten
Tram ① heeft het enkelsporige deel bereden en is bovenleidingcontact ② gepasseerd.
Alle seinen doven hierdoor.
- Aan het doven van controlesein ⑤ ziet de bestuurder van tram ① dat alle seinen goed gedoofd zijn en de installatie naar behoren werkt.
- Een achteropkomende tram ⑦ ziet het rode voorsein ④ doven. De bestuurder moet nog minimaal 15 seconden wachten met oprijden.
- Tegemoetkomende tram ⑧ mag direct oprijden; als hij oprijdt zullen de seinen ⑤ voor bestuurder van tram ① niet aan gaan.

De tegemoetkomende tram ⑧ mag in het bovenstaande voorbeeld van het seinstelsel eerst gaan rijden, maar de plaatselijke regels en de dienstregeling bepalen uiteindelijk welke van de andere trams het eerst de enkelsporige sectie mag berijden.

### Tegentram rijdt op het enkelspoor
In dit voorbeeld is tram ⑧ het enkelsporige deel opgereden.
De seinen zijn nu gespiegeld ten opzichte van toen tram ① op het enkelsporige deel reed.
Duidelijk is te zien dat de herhalingsseinen ⑥ twee lampen en vier gekleurde lenzen hebben: De ene lamp geeft groen in één richting en rood in de andere, bij de andere is het andersom. Daardoor is het rode licht bij de herhalingsseinen soms boven, soms onder.

## Techniek van het seinstelsel

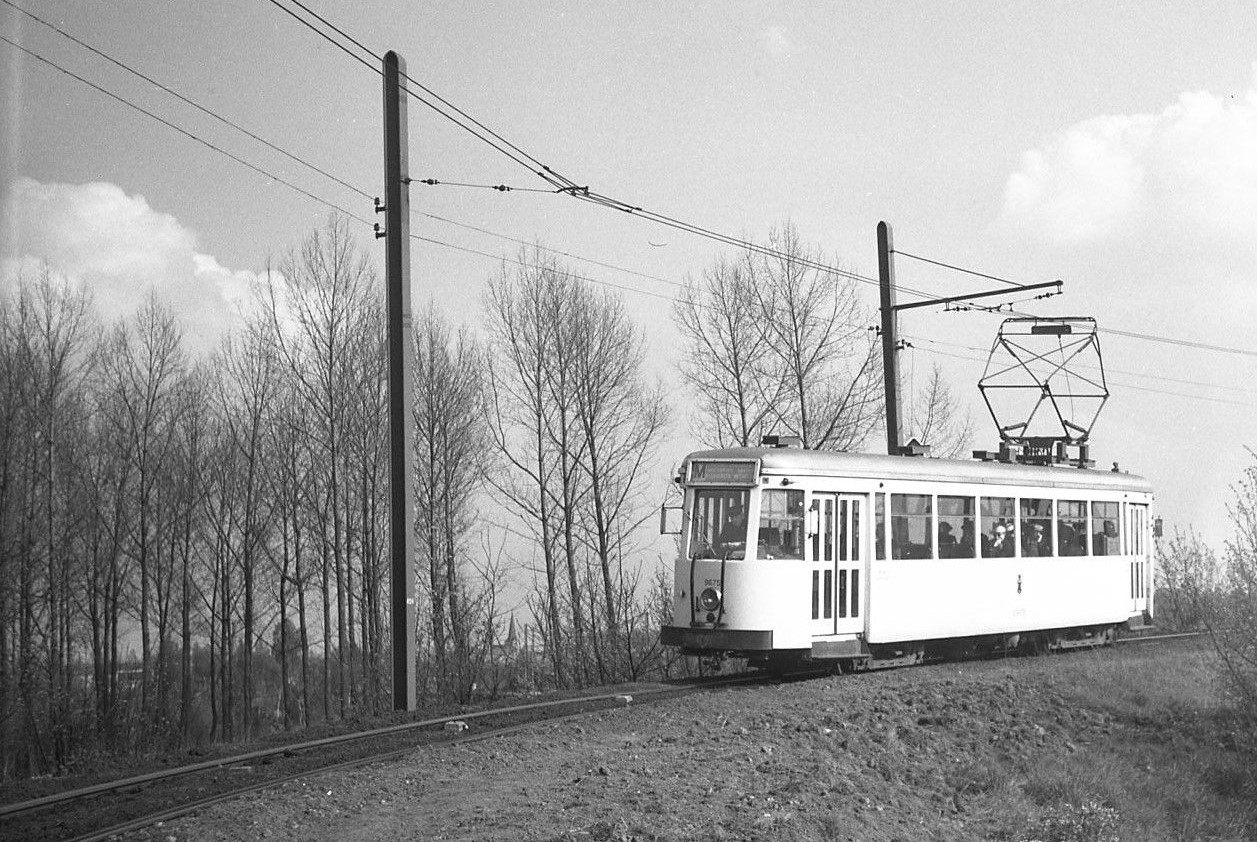
Enkelpoorbaanvak op de lijn Mechelen-Brussel, Haacht, mei 1957; de twee seindraden waren steeds duidelijk aanwezig

Het stelsel gebruikt als voeding de 600 volt van de bovenleiding. Aan weerszijden van het enkelspoorbaanvak bevindt zich een relaiskast, verbonden door slechts één draad per rijrichting om alle schakelingen te realiseren en alle lampen van de rijrichting te laten branden. Toch kon het de vereiste verkeersstromen aan en werkte het “fail safe”.

### De relaiskast

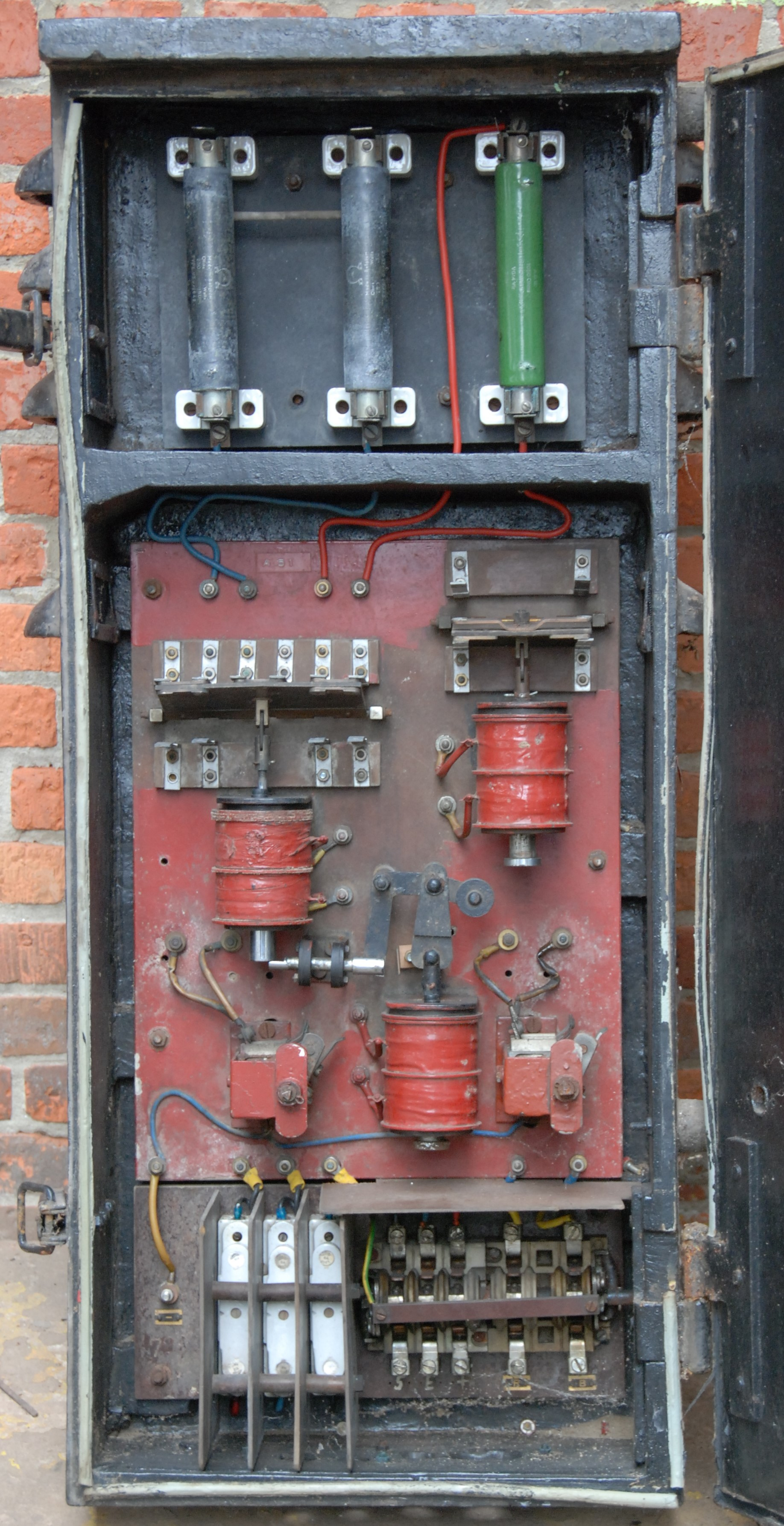

Het seinstelsel heeft een bijzonder hoofdrelais per rijrichting, geplaatst in de kast kant uitrij, dat werkt in drie fasen. Bij bekrachtiging van de spoel gaat het juk omhoog en wordt dan door een grendel in die stand gehouden. Wanneer de grendel wordt weggetrokken door een tweede spoel valt het juk in zijn onderste stand, de feitelijke “werkstand”, hoewel onbekrachtigd.
Het inrijrelais (kast inrij) is een normaal relais met bekrachtiging voor de werkstand, geen bekrachtiging voor de ruststand.
Alle relais werken met zwaartekracht in plaats van een terugstelveer, omwille van de bedrijfszekerheid.

In het midden links het hoofdrelais met onderaan het grendelmechanisme en de ontgrendelspoel.
In het midden rechts het inrijrelais van de tegenrichting.
Naast de ontgrendelspoel: de sleutelcontacten.
Bovenaan twee 250 Ω weerstanden in serie met de spoel van het hoofdrelais en één 1050 Ω weerstand in serie met het inrijrelais.
Onderaan de zekeringen en de algemene schakelaar.

### Het elektrisch schema
Het NMVB-schema toont de onderdelen zoals ze fysisch geschikt zijn, maar kan vereenvoudigd worden in een principeschema dat snel te begrijpen is.

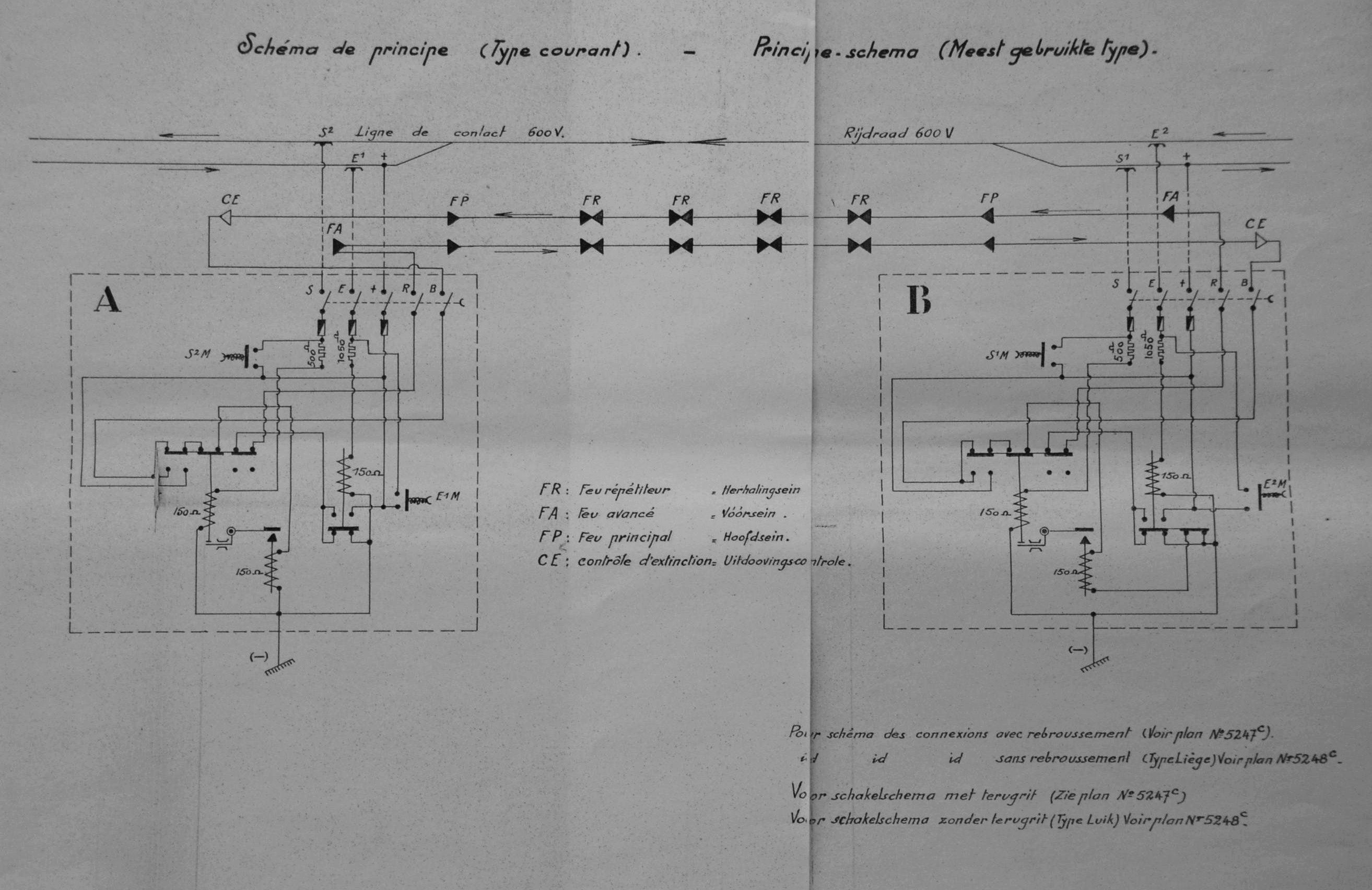
Enkelspoorseinstelsel, elektrisch schema NMVB

In het midden van het principeschema staan de twee doorgaande serieschakelingen van lampen en relaiscontacten, alles in rusttoestand.
Beide serieschakelingen zijn aan weerskanten aan aarde gelegd, de lampen branden niet.
Wanneer een tram de enkelspoorsectie gaat inrijden aan kast A wordt het inrijrelais I1 (onderaan links) bekrachtigd door het bovenleidingcontact of met het sleuteltje. In de serieschakeling van richting 1 schakelen de contacten van I1 om, de schakeling wordt aan de 600 volt gelegd, er vloeit stroom van kast A naar kast B, de lampen branden.
Maar in die serieschakeling zit ook de ontgrendelspoel van het hoofdrelais HR1 in kast B, dat dus ontgrendelt en in zijn werkstand valt. Zijn contacten schakelen om, de serieschakeling wordt ook in kast B aan de 600 volt gelegd, de lampen doven.
Wanneer aan de inrijkant de pantograaf het bovenleidingcontact verlaat valt I1 weer in ruststand, de contacten vallen terug, de serieschakeling wordt in kast A aan aarde gelegd, er vloeit nu stroom van kast B naar kast A.
Dit alles gebeurt binnen een seconde, maar het aan-uit-aan van de lampen was steeds duidelijk zichtbaar.
Wanneer de tram de enkelspoorsectie heeft bereden wordt de bekrachtigingsspoel van het hoofdrelais gevoed (onderaan rechts), het trekt aan en wordt onmiddellijk vergrendeld. Alles is weer in rust.
Voor de tegenrichting is dezelfde schakeling aanwezig.
Naast dit standaardschema bestaan er diverse varianten voor lokale omstandigheden zoals terugkeermogelijkheid of splitsing op enkelspoor.

### Fail safe

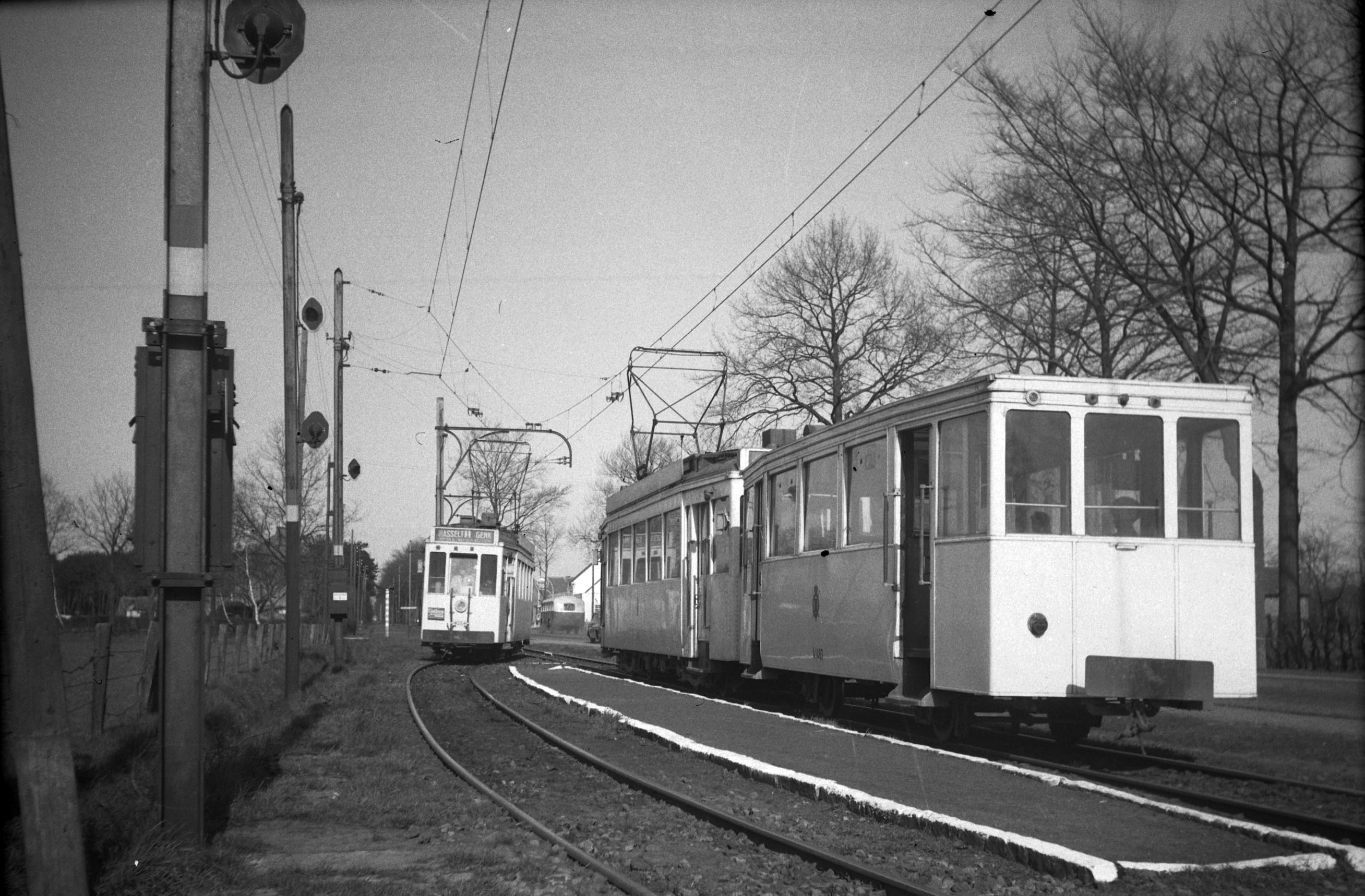
Twee trams kruisen op de wisselplaats Godsheide tussen Hasselt en Genk, 18 april 1955; de seinlichten, relaiskasten en bovenleidingcontacten zijn goed zichtbaar.

Als de bovenleidingspanning wegvalt terwijl er een tram in de enkelspoorsectie rijdt, dan valt de tram stil, het hoofdrelais van zijn richting blijft liggen, het hoofdrelais van de tegenrichting blijft vergrendeld.
Wanneer de 600 volt hersteld wordt mag de tram verder rijden, de seininrichting werkt weer normaal voor zijn richting.
Als er een lamp stuk gaat tijdens de rit doven alle lampen, maar het hoofdrelais blijft afgevallen, dus de tram kan verder rijden. Er kan geen tram de tegenrichting activeren. Bij het uitrijden werkt het hoofdrelais normaal. Er kan dan een tram in de tegenrichting vertrekken. Maar de eerstvolgende tram in de eerste richting kan niet vertrekken. Hetzelfde probleem doet zich voor als een lamp stuk springt bij het inschakelen, waarschijnlijk is het hoofdrelais dan al afgevallen, maar de lampen branden niet meer. 
Deze situaties waren uitzonderlijk, want de installaties werden goed onderhouden. . Voor een eventuele onderbreking waren gedragsregels opgesteld.
In de serieschakeling van elke richting zit ook een rustcontact van het hoofdrelais van de tegenrichting, daardoor kan men zijn richting niet activeren als de tegenrichting geactiveerd is.
Maar het stelsel voorziet ook in de mogelijkheid dat aan weerszijden een tram inrijdt op hetzelfde ogenblik. Het hoeft niet exact op hetzelfde ogenblik te zijn. Wanneer de tegenrichting zou inrijden met een kleiner tijdsverschil dan de vertraging van het ontgrendelen, dan vallen beide hoofdrelais af, maar ze onderbreken mekaars kring, er branden geen lampen. Er ontstaat een onbegrijpelijke situatie, die eigenlijk eenvoudig kan opgelost worden als men het zou weten: met het sleuteltje de tegenrichting laten “uitrijden” en dan zelf inrijden. Maar dat is verboden. Daarom is er in kast B een bijkomend rustcontact van inrijrelais 2 in serieschakeling 1 geplaatst. Dit contact is het eerste wat werkt en geeft een absolute voorrang aan inrij 2 wanneer ze “tegelijk” aanmelden.

## Bijzondere situaties
Het bovenstaande toont de basissituatie aan, bij een enkelsporig baanvak tussen twee dubbelsporige baanvakken. Er zijn een aantal afwijkende situaties waarbij iets anders gehandeld wordt.

### Niet-elektrische trams
Als een niet-elektrische tram, zonder stroomafnemer, het enkelsporige baanvak wilde berijden dan zou de installatie niet zonder meer in werking treden.
Er moest dan aan elk uiteinde van het enkelsporige deel een sleutelcontact aan de relaiskast bediend worden.  Het draaien van de sleutel (het zogeheten sleutelen) had hetzelfde effect als het onder het bovenleidingcontact door rijden.
Enkele motortrams in Kortrijk hadden een stroomafnemer op het dak met als enig doel het bedienen van de bovenleidingcontacten. Bij de motortrams 285-289 en 291-296 van de lijn Maaseik - Tongeren was dit een staaf die het contact bediende.

### Meerdere richtingen
Bij vertakkingen op enkelspoor was de plaatselijke situatie belangrijk. Er waren vertakkingen waar bijzondere schakelingen met meerdere relaiskasten toch een automatische bediening toelieten, bijvoorbeeld in Hoevenen ten noorden van Antwerpen. Op andere plaatsen moest er steeds gesleuteld worden.

### Konvooien
Bij een konvooi, waarbij meerdere trams direct achter elkaar het enkelspoor willen berijden, moeten bij het inrijden van het enkelsporige deel alle trams behalve de eerste de stroomafnemer strijken bij het passeren van het bovenleidingcontact; bij het uitrijden alle trams behalve de laatste.

### Aansluitingen en wijksporen

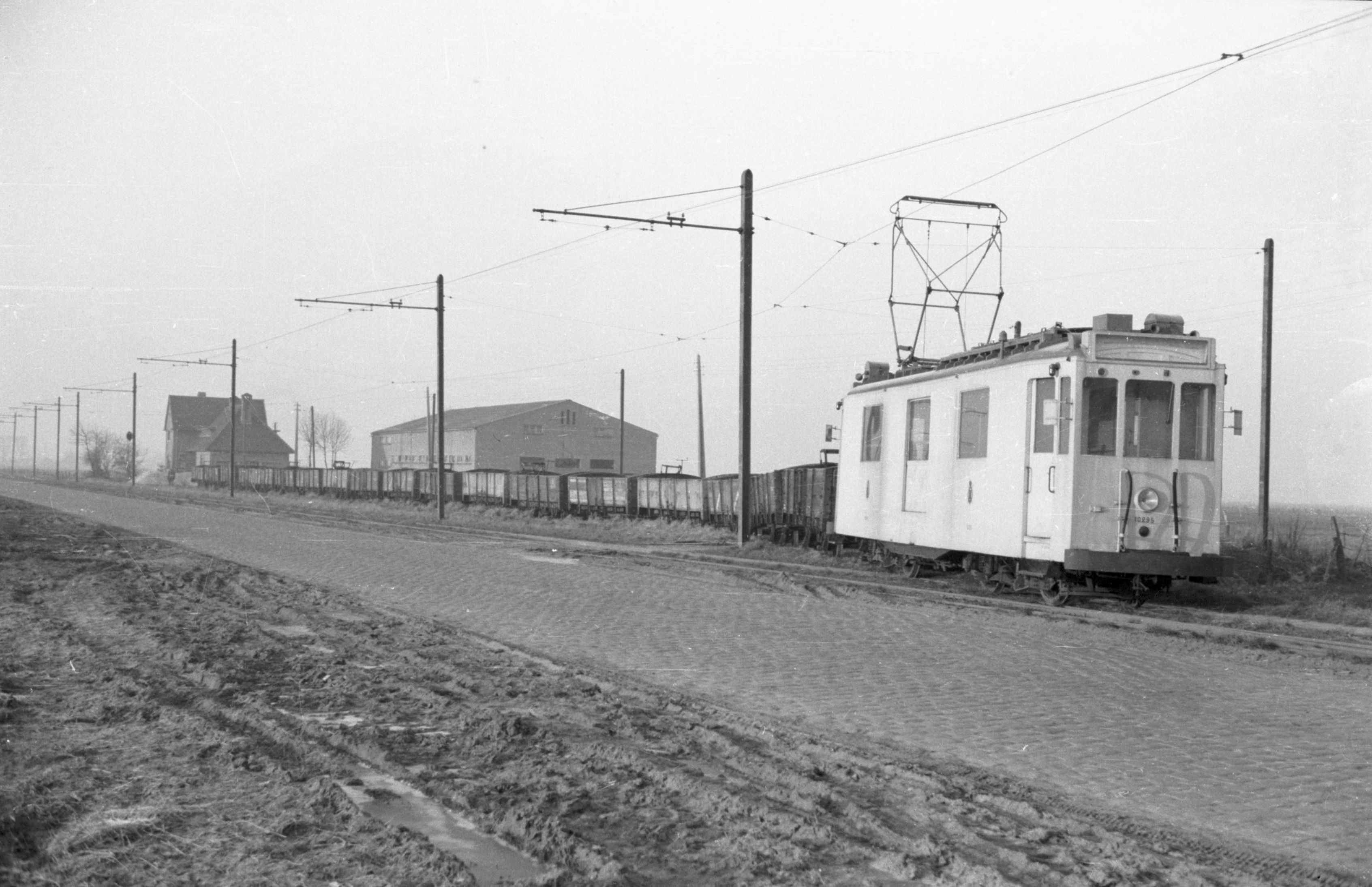
Rangering op het wijkspoor Stabroek Laageind; dit wijkspoor werd gebruikt voor het laden van suikerbieten; er is geen aparte seingeving, wel een herhalingssein van het enkelspoor.

In de beginperiode was de NMVB vooral gericht op goederenvervoer. Ook in de tijd van de elektrische trams kwam dat nog voor. Laden en lossen gebeurde niet alleen in stations en op zijsporen van wisselplaatsen, maar er waren bedrijfsaansluitingen en wijksporen op enkelspoorbaanvakken. Die goederendiensten gebeurden tussen de reguliere reizigersdienst, waarbij het seinstelsel op een aangepaste manier werd toegepast met ritorders.

### Terugkeer
Sommige trajecten waren voorzien voor een terugkeermogelijkheid, bijvoorbeeld als de dienst op het enkelspoorbaanvak eindigde.
Er moest dan bij terugkeer aan de inrij een bijkomend sleutelcontact bediend worden. In de relaiskasten waren bijkomende verbindingen gemaakt om via de serieschakeling van de tegenrichting het hoofdrelais te bekrachtigen en opnieuw te vergrendelen. In de groep Luik had men dit geautomatiseerd met een extra relais in de kasten. 
Indien dienstorders het toelieten mocht zonder seinen gereden en teruggekeerd worden. De bestuurder moest dan de stroomafnemer naar beneden halen bij het passeren van het bovenleidingcontact om de enkelsporige sectie op te rijden, alsook bij het terugkeren om de sectie uit te rijden.

### Storingen
De seinstelsels werden goed onderhouden en storingen waren zeldzaam. Er waren de nodige dienstvoorschriften voor het geval van storing.
Toch heeft men in de laatste jaren van het net van Charleroi alle lichtseinen, met uitzondering van de herhalingsseinen langs het enkelsporige deel, dubbel uitgevoerd, zodat een kapotte lamp nog niet gelijk een gedoofd sein oplevert. Dit is ingevoerd in de tijd dat de ontvanger niet meer altijd op de trams meereed. Daarvóór moest bij een storing, bij gedoofde seinen, de ontvanger vóór de tram uit lopen en een eventuele tegentram waarschuwen. 
Er waren ook lijnen waar men seinlichten te duur vond. Daar bleef de loodsstok in gebruik tot aan de opheffing, vaak in de jaren 60. Alleen met die stok mocht een tram doorrijden. Op de Kusttramlijn werden zulke stokken nog tot na het jaar 2000 gebruikt bij calamiteiten en 
bij spoorvernieuwing.

## Huidig gebruik

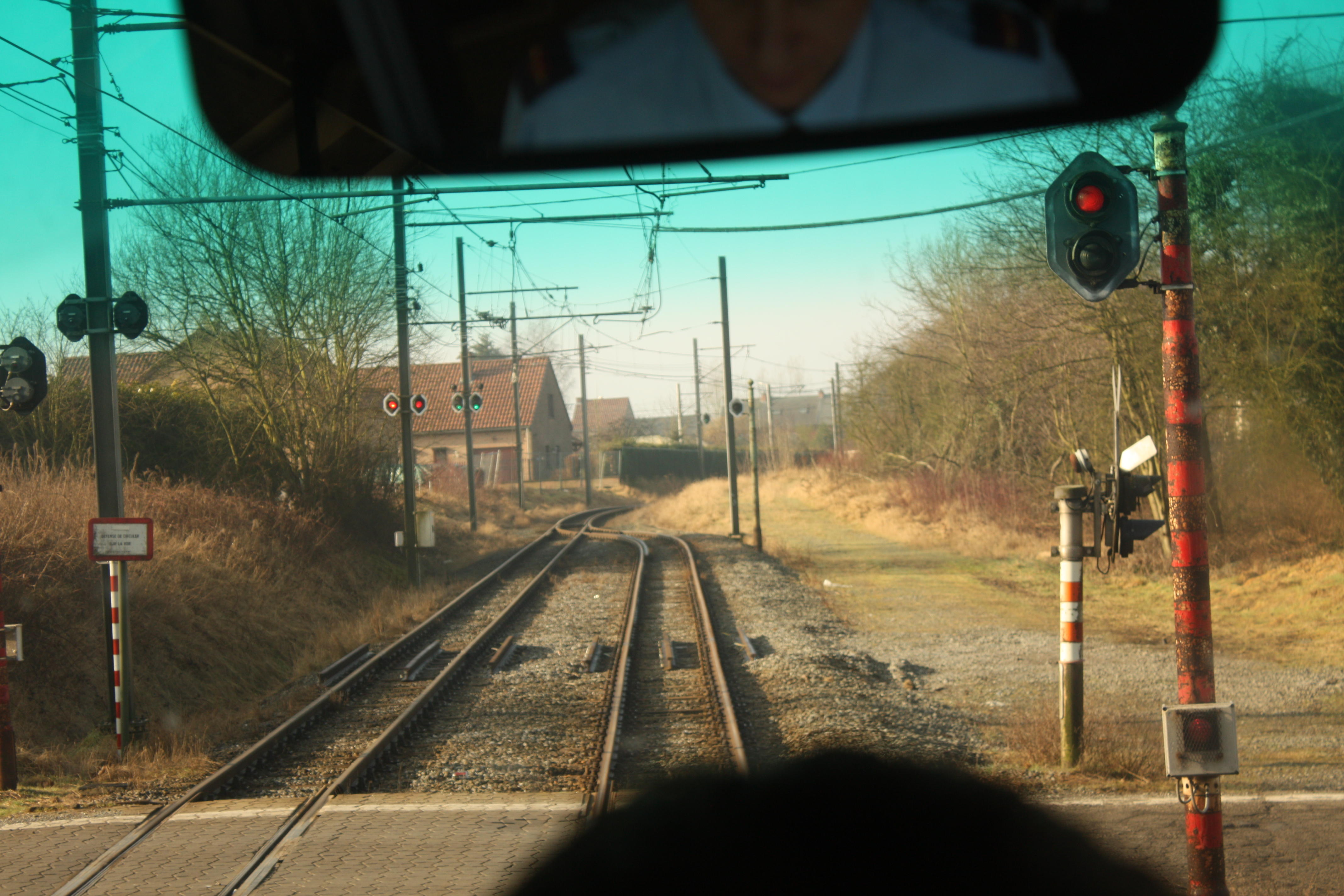
Enkelspoorbeveiliging ter hoogte van Anderlues Nº 2.
In dit geval is er een voorliggende tram in dezelfde richting op het enkelsporige deel aan het rijden. Aan de meest linker bovenleidingmast de achterkant van een controlesein. Aan de tweede mast een rood voorsein dat verbiedt om het enkelsporige deel op te rijden. Aan de derde mast een groen hoofdsein dat de voorliggende tram toestemming geeft het enkelspoor te berijden. Aan de derde mast langs het enkelsporige deel is een herhalingssein te zien, dat groen toont. De lichtseinen aan de uiterste linkerkant van de foto. De rood-witte paal rechts en het enkele lichtsein aan de paal langs het rechterspoor hebben te maken met de bewaakte overweg op de voorgrond. In 2022 is dit nog steeds zo in gebruik.

Momenteel komt enkelspoorbeveiliging met lichtseinen nog op drie plaatsen in België voor:
- Op het als tramlijn geëxploiteerde deel van de Metro van Charleroi, tussen Fontaine-l'Évêque (station Pétria) en Anderlues (Monument, via Jonction), waar vier enkelsporige secties zijn. Sinds 15 mei 2017 was dit traject gesloten voor vernieuwingswerken. Hierbij werd onder andere de SNCV-beveiliging vervangen. Tot augustus 2017 werd het traject tot aan Jonction nog gebruikt voor ritten naar de stelplaats, daarna ging dit ook buiten dienst, waarmee de klassieke beveiliging bij de TEC definitief leek verdwenen. In 2020 is de lijn heropend. De klassieke vormgeving (te zien op de foto's) van de beveiliging is toch gehandhaafd, maar met moderne techniek en LED-lichten.
- Op de museumlijn van de ASVi van Thuin via Lobbes naar Bonniers, en op de museumlijn naar het centrum van Thuin.
- Op de museumlijn van de TTA van Érezée naar Lamorménil, op het gedeelte tussen Érezée en Blier.
- De Kusttram is bijna geheel dubbelsporig maar heeft enkelspoorbeveiliging bij de enkelsporige Straussbrug (omleidingsbrug)(Visartsluis)(bij halte Stationswijk) te Zeebrugge, en bij de grote zeesluis-bruggen. Want die hebben alle vier één spoor en kunnen alle vier ook tegen de normale rijrichting in bereden worden. Bijvoorbeeld als een brug buiten gebruik is wegens onderhoud.  Op beide plaatsen is enkelspoorbeveiliging met lichtseinen. Niet de ouderwetse, maar met seinen die uniek in België zijn. Op het enkelspoor tussen Esplanade en de oude stelplaats in De Panne is er geen beveiliging.  Op de Nieuwpoortse Steenweg in Oostende ook niet, maar in de Sportstraat-Eduard de Cuyperstraat wel.
- Het Metronet van Charleroi, zoals dat vanaf 1970 gebouwd is, heeft een blokstelsel waarbij de trams niet alleen rijtoestemming maar ook snelheidsadvies gegeven wordt. De heraangelegde tramlijn naar Jumet en Gosselies is dubbelsporig of enkelsporig met maar één rijrichting, en heeft dus ook geen enkelspoorbeveiliging nodig. Er zijn wel seinlichten die als verkeerslichten dienen op de lijn naar Gosselies; dit zijn moderne lichten zonder de klassieke vormgeving.